# Fyllesjön, Blekinge
Fyllesjön är en sjö i Ronneby kommun i Blekinge och ingår i Bräkneåns huvudavrinningsområde. Sjön är 11,8 meter djup, har en yta på 0,04 kvadratkilometer och är belägen 78 meter över havet.